# Cillian
Cillian  è un nome proprio di persona irlandese maschile.

## Varianti
- Maschili: Cilian[3], Cillín[1], Killian[1][2], Kilian[1][3], Kilien[3]

### Varianti in altre lingue
- Catalano: Quilià
- Francese: Kilien, Chillien
- Italiano: Chiliano[3]
- Islandese: Kiljan
- Olandese: Killianus
- Spagnolo: Kilian
- Tedesco: Kilian[1]

## Origine e diffusione

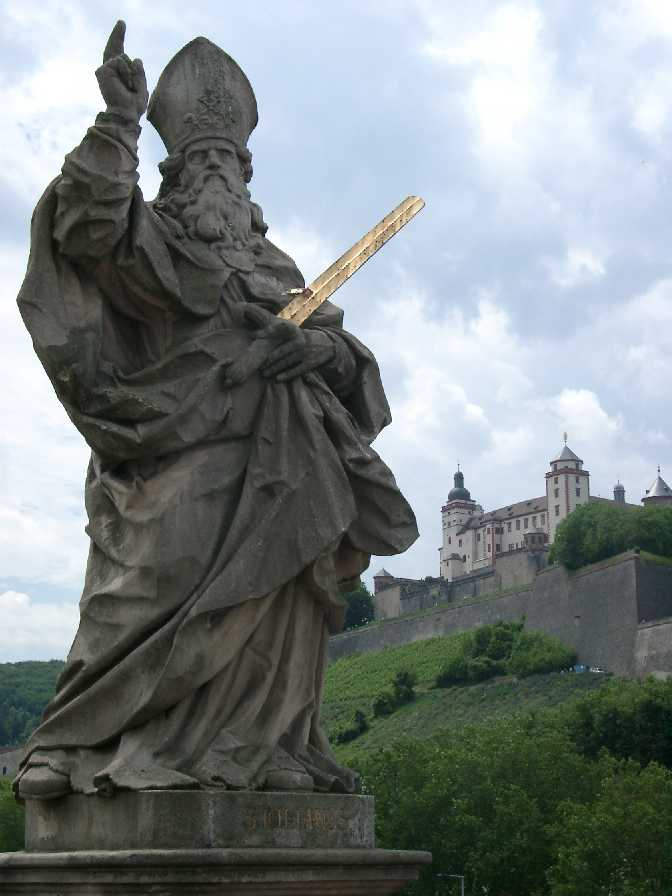
Statua raffigurante san Chiliano sul Ponte Vecchio di Würzburg

L'origine del nome è incerta. Secondo alcune fonti, sarebbe un'anglicizzazione di Ceallachán, un diminutivo dell'irlandese Ceallach. Altre ipotesi lo rinconducono direttamente al gaelico ceall ("chiesa") con l'aggiunta di un suffisso diminutivo, termine da cui comunque potrebbe derivare il già citato Ceallach.
La forma italiana Chiliano (mai entrata nell'uso comune) coincide con un nome di origine greca antica latinizzato in Chilianus, dal significato di "millenario", "di mille" (da χίλιοι, chilioi, "mille"), epiteto che veniva dato ai chiliasti.
Il nome, nella sua variante Killian, gode di una vasta popolarità in Francia, ed è stato il 43º nome più usato nel 2002 in tale paese.

## Onomastico
L'onomastico si può festeggiare l'8 luglio in memoria di san Chiliano, vescovo, missionario e martire del VII secolo che evangelizzò la Franconia. Svariati altri santi hanno portato questo nome, fra i quali, nelle date seguenti:
- 29 luglio, san Kilian di Inishcaltra, abate[7]
- 13 novembre, san Chiliano di Aubigny, missionario e fondatore in Francia[8]

## Persone
- Cillian Murphy, attore irlandese

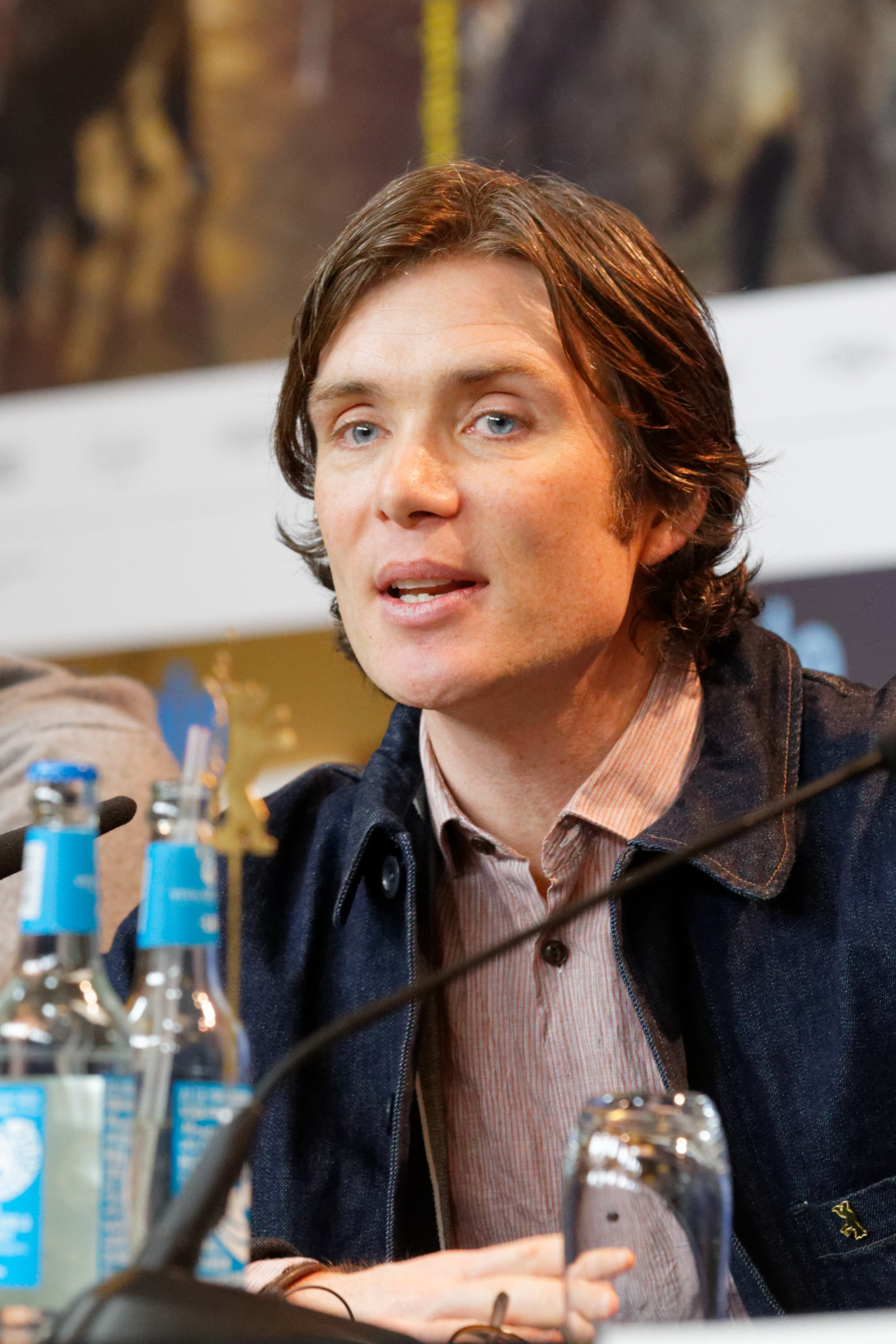
Cillian Murphy

- Cillian Sheridan, calciatore irlandese

### Variante Killian

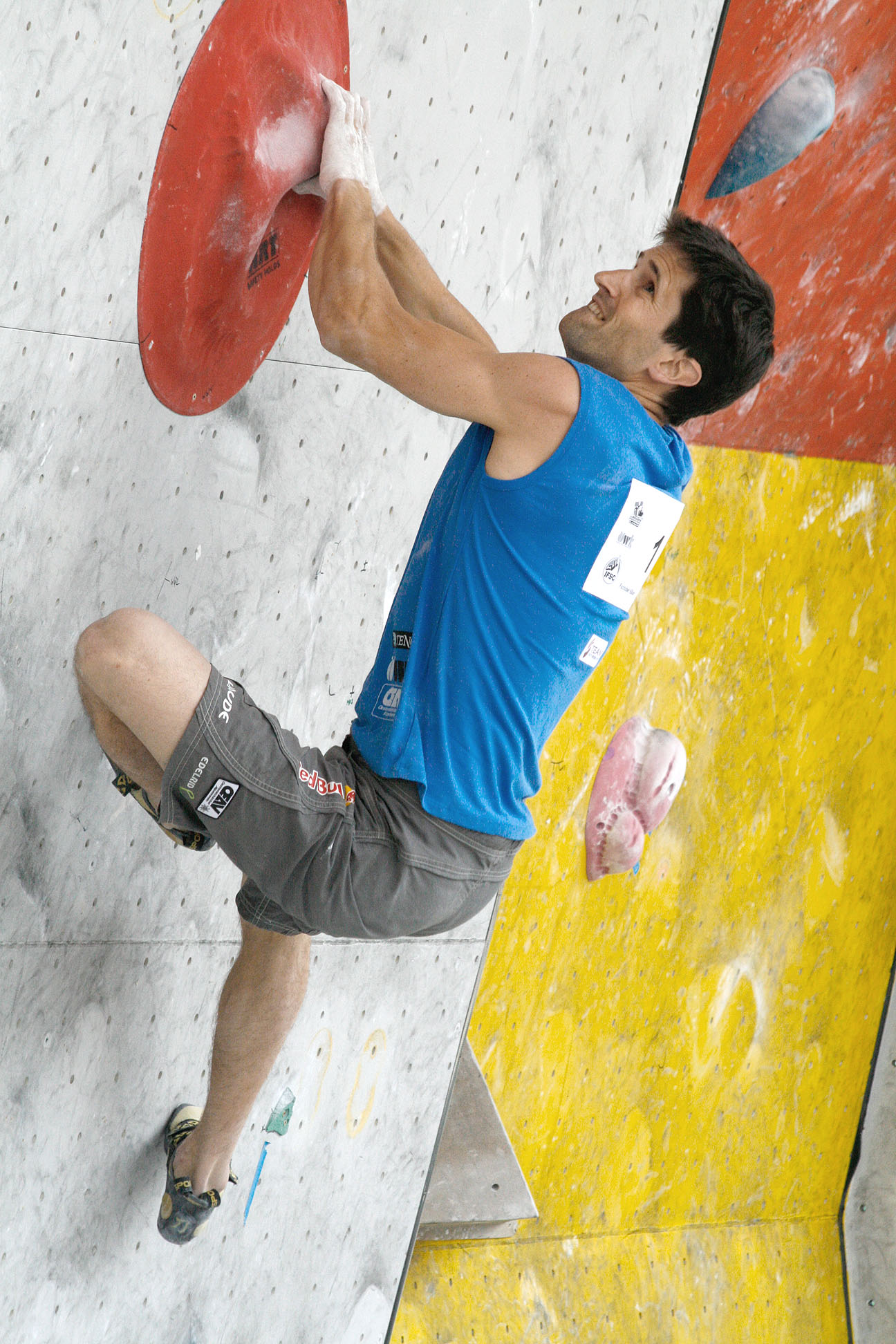
Kilian Fischhuber

- Killian Brennan, calciatore irlandese
- Killian Donnelly, attore e cantante irlandese
- Killian Overmeire, calciatore belga
- Killian Virviescas, calciatore colombiano

### Variante Kilian
- Kilian Albrecht, sciatore alpino austriaco naturalizzato bulgaro
- Kilian Ignaz Dientzenhofer, architetto tedesco
- Kilian Fischhuber, arrampicatore austriaco

### Altre varianti
- Chiliano, vescovo e missionario irlandese
- Kílian Jornet i Burgada, scialpinista e atleta spagnolo
- Halldór Kiljan Laxness, scrittore islandese
- Kylian Hazard, calciatore belga
- Kylian Mbappé, calciatore francese

## Il nome nelle arti
- Killian Jones è il nome dato a Capitan Uncino nella serie televisiva C'era una volta, dove viene interpretato da Colin O'Donoghue.